# Фосфоритный
Фосфоритный — посёлок городского типа в городском округе  Воскресенск Московской области России. 

## География
Расположен на западной окраине Мещёрской низменности, на реке Медведке, примерно на одинаковом удалении (около 12 км) от городов Воскресенск и Егорьевск. Расстояние от МКАД по автодороге составляет около 100 км. В посёлке находится железнодорожная платформа Рудниковская Большого кольца МЖД.
Фосфоритный окружён живописными мещёрскими лесами. В 5 км от посёлка в лесном массиве находится большое искусственное озеро Берёзовка - популярное место отдыха жителей близлежащих районов.

## История
В XIX веке на данном месте располагалось селение Власово.
В 1897 году купцом А. В. Клоповым начато строительство красильно-пуговичной мануфактуры. Помимо здания фабрики были построены деревянные бараки для рабочих. Мануфактура выпускала анилиновую краску для тканей и перламутровые пуговицы. После расширения производства было освоено окрашивание хлопчатобумажных тканей. В 1915 году фабрика была разрушена и закрыта в ходе выступления рабочих.
В 1922 году началось исследование месторождения фосфоритов. В 1923 году начало строительство и образование Егорьевского фосфоритного рудника. В 1932 году получил статус посёлка городского типа. 
В 1963 году поселение переименовано в Фосфоритный посёлок.
В начале 1990-х годов была прекращена добыча фосфоритов. Производство закрыли.

### Новейшая история
В 2004 году включён в черту рабочего посёлка Хорлово. В апреле 2019 года восстановлен в статусе рабочего посёлка (отменено объединение его с посёлком Хорлово).
Фосфоритный рудник вблизи посёлка не функционирует с начала 1990-х годов. На юго-восточной окраине посёлка до 2018 года велась добыча кварцевого песка. По состоянию на конец 2019 года предприятие, добывавшее песок, признано банкротом, его имущественный комплекс уничтожен. Железная дорога, использовавшаяся для вывоза песка с месторождения, разобрана. 
В 2006 году начато строительство церкви Спаса Преображения. В 2010 году строительство Преображенской церкви было завершено.
В 2025 году рабочий посёлок преобразован в посёлок городского типа.

## Население
| 1939  | 1959  | 1970  | 1979  | 1989  | 2002  | 2020  |
| ----- | ----- | ----- | ----- | ----- | ----- | ----- |
| 1882  | ↗3269 | ↗4253 | ↗4455 | ↗4495 | ↘4193 | ↗4487 |
| 2021  | 2023  | 2024  |       |       |       |       |
| ↘3883 | ↘3878 | ↗3885 |       |       |       |       |